# Tina Bogataj
Tina Bogataj (27 gennaio 1977) è un'ex sciatrice alpina slovena.

## Biografia
Specialista delle prove veloci originaria di Škofja Loka, in Coppa Europa la Bogataj esordì il 10 dicembre 1995 a Špindlerův Mlýn in slalom speciale (25ª) e ottenne il miglior piazzamento il 31 gennaio 1996 a Innerkrems in discesa libera (9ª), mentre in Coppa del Mondo disputò 4 gare, ottenendo il miglior piazzamento nella prima, la discesa libera di Lake Louise del 27 novembre 1998 (43ª), e prendendo per l'ultima volta il via il 15 gennaio 2000 ad Altenmarkt-Zauchensee nella medesima specialità (48ª). Si ritirò al termine di quella stessa stagione 1999-2000 e la sua ultima gara fu lo slalom speciale dei Campionati sloveni 2000, disputato l'11 aprile a Krvavec e chiuso dalla Bogataj al 16º posto; non prese parte a rassegne olimpiche o iridate.

## Palmarès

### Campionati sloveni
- 6 medaglie:
  - 2 ori (discesa libera, supergigante nel 1996)
  - 1 argento (discesa libera nel 1998)
  - 3 bronzi (supergigante nel 1998; discesa libera nel 1999; discesa libera nel 2000)